# Секерень (Румунія)
Секерень, Секерені (рум. Săcăreni) — село у повіті Муреш в Румунії. Входить до складу комуни Ерней.
Село розташоване на відстані 264 км на північний захід від Бухареста, 11 км на північний схід від Тиргу-Муреша, 85 км на схід від Клуж-Напоки, 126 км на північний захід від Брашова.

## Населення
За даними перепису населення 2002 року у селі проживали 237 осіб.
Національний склад населення села:
| Національність | Кількість осіб | Відсоток |
| -------------- | -------------- | -------- |
| угорці         | 212            | 89,5%    |
| цигани         | 20             | 8,4%     |
| румуни         | 5              | 2,1%     |

Рідною мовою назвали:
| Мова      | Кількість осіб | Відсоток |
| --------- | -------------- | -------- |
| угорська  | 212            | 89,5%    |
| циганська | 20             | 8,4%     |
| румунська | 5              | 2,1%     |